# Биа (Грузия)
Биа (груз. ბია) — село в Грузии, на территории Хобского муниципалитета края (мхаре) Самегрело-Верхняя Сванетия.

## География
Село находится в западной части Грузии, на левом берегу реки Хоби, на расстоянии приблизительно 2 километров (по прямой) к северо-востоку от города Хоби, административного центра муниципалитета. Абсолютная высота — 57 метров над уровнем моря.

## Население
По результатам официальной переписи населения 2014 года, в Биа проживало 380 человек (195 мужчин и 185 женщин). В национальной структуре населения грузины составляли 99,7 %, русские — 0,3 %.
| Год  | Население, человек |
| ---- | ------------------ |
| 2002 | 613                |
| 2014 | ↘ 380              |